# DB Cargo

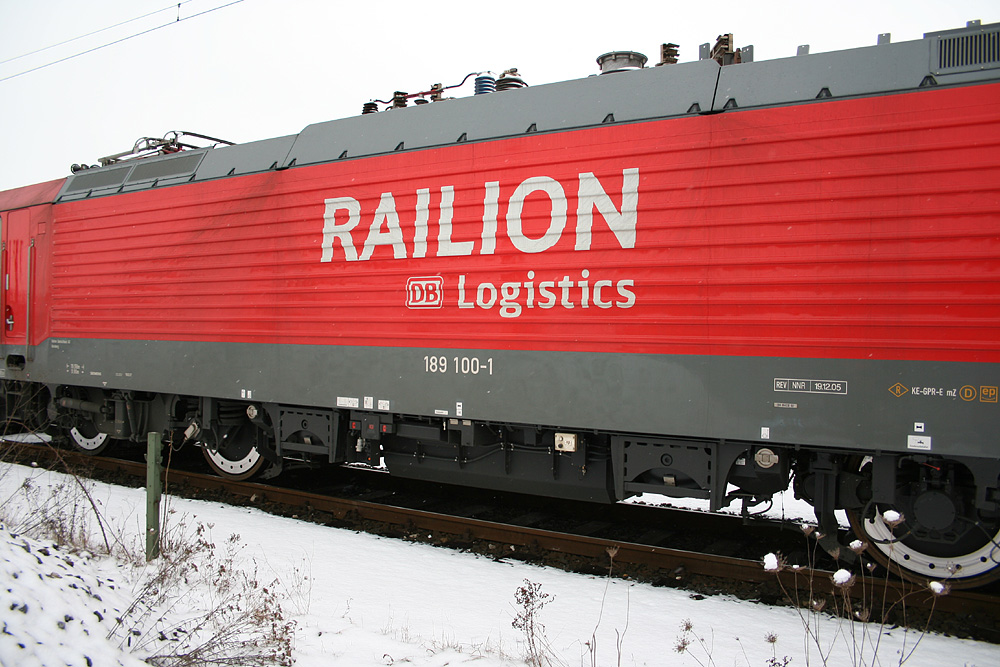
Locomotive Série 189

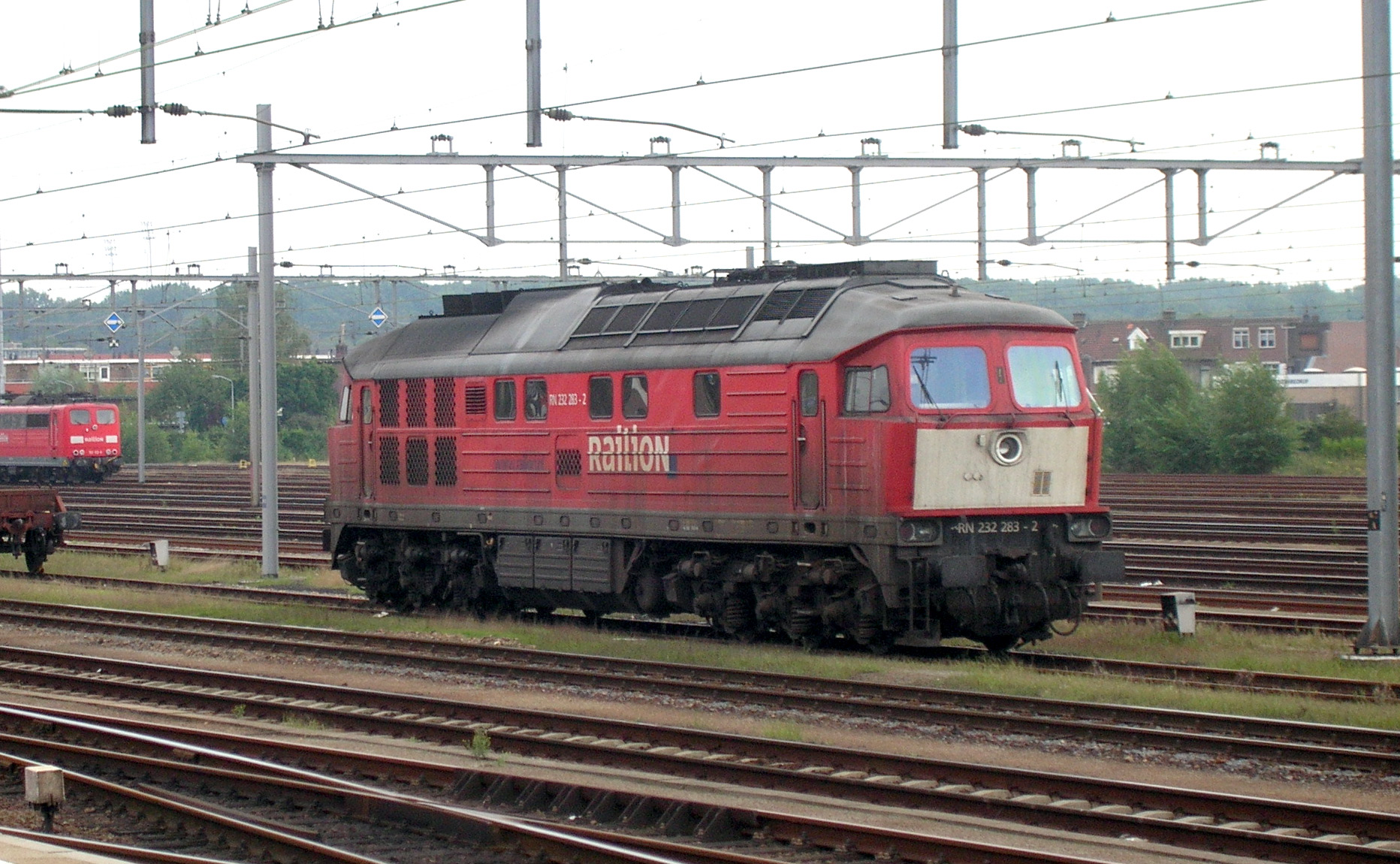
Locomotive diesel Serie 232

DB Cargo (anciennement DB Schenker Rail et Railion) est le plus important opérateur de fret ferroviaire en Europe, avec des filiales dans plus de dix pays européens (en 2018), dont la plus importante en Allemagne en chiffres absolus, et par leur poids dans leurs pays respectifs, aux Pays-Bas et au Danemark.

## Historique
Railion a été formé le 1er janvier 2000 par la fusion de Deutsche Bahn Cargo, branche « fret » de la Deutsche Bahn en Allemagne, et la NS Cargo, branche fret des Nederlandse Spoorwegen, aux Pays-Bas. En 2001, la branche fret des chemins de fer danois (DSB) a été intégrée dans cette société.
En 2007, Railion est intégré à DB Schenker, la branche logistique du groupe Deutsche Bahn. Début 2009, Railion devient DB Schenker Rail. La société prend le nom de DB Cargo le 1er mars 2016. La marque DB Schenker est désormais utilisée uniquement pour les activités de fret routier, aérien et maritime.

## Organisation
Lors de la fusion de la DB Cargo AG et de la NS Cargo, la DB détenait 94 % et la NS Group N.V. 6 % ; avec l'intégration de la DSB Cargo, la part de la DB fut réduite à 92 %. Le capital des filiales nationales est tenu par une holding, la Railion GmbH, dont le siège social est à Mayence. En 2007, la DB détenait 98 % du capital de cette société, et la société des chemins de fer danois, Den Selvstaendige Offentlige Virksomhed DSB, en détenait 2 %.
Le 1er septembre 2003, la partie de la DB AG fut transféré à la Stinnes AG, une filiale à 100 % de la DB AG, et fin 2003, la NS Group N.V. utilisait son option de vendre ses 6 % à la Stinnes AG.

## DB Cargo en Europe

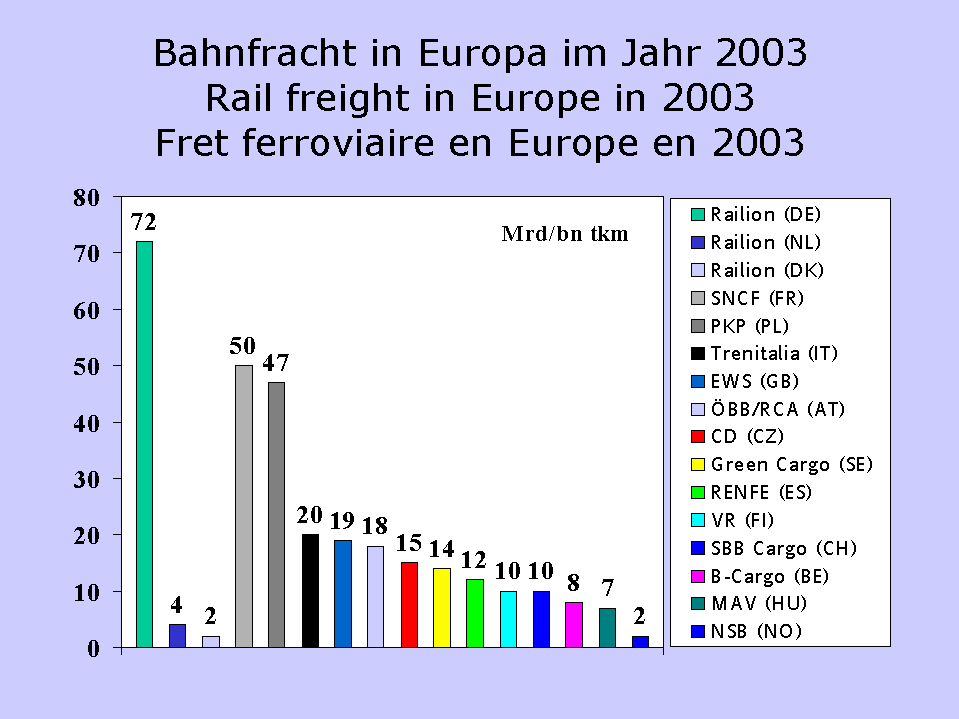
Capacité de transport en fret de Railion et d'autres

L'opérateur est, avec 88 milliards de tonnes-km (en 2005) et 275 millions de tonnes transportés, avec un chiffre d'affaires de ~3,7 milliards d’euros, le premier transporteur fret ferroviaire en Europe à l'ouest de la Russie.
Le parc de traction se compose de 1 226 locomotives électriques, 1 096 locomotives Diesel et 526 locomotives de manœuvre pour 4 700 trains par jour composés d'environ 97 000 wagons propres, 600 wagons en leasing et environ 60 000 wagons privés. 4 200 raccordements de voies ferrées privées sont desservis.
58 % des trains passent au moins une frontière nationale. Les assouplissements du passage des frontières nationales, du système d'électrification et du contrôle des trains sont des tâches importantes pour un transporteur de fret international, de même qu'un contrôle transcontinental de wagons individuels et leur position actuelle. La possibilité d'offrir des trains transfrontaliers sous une seule direction serait un moyen important de réaliser ces objectifs.
La DB poursuit une stratégie de coopetition, c’est-à-dire la coopération avec les sociétés de chemins de fer de leurs pays respectifs, et la compétition avec elles sur leur terrain.
Le 25 mai 2007, la DB et la compagnie fret britannique EWS avaient annoncé qu'ils seraient engagés en discussions sur une coopération plus étroite, allant de projets communs jusqu'à l'achat d'une part du capital de la EWS par la DB. Le 28 juin, ils ont annoncé dans une conférence de presse commune à Francfort  que la DB veut prendre 100 % du capital dans EWS et une majorité de la société espagnole Transfesa.

### DB Cargo Deutschland

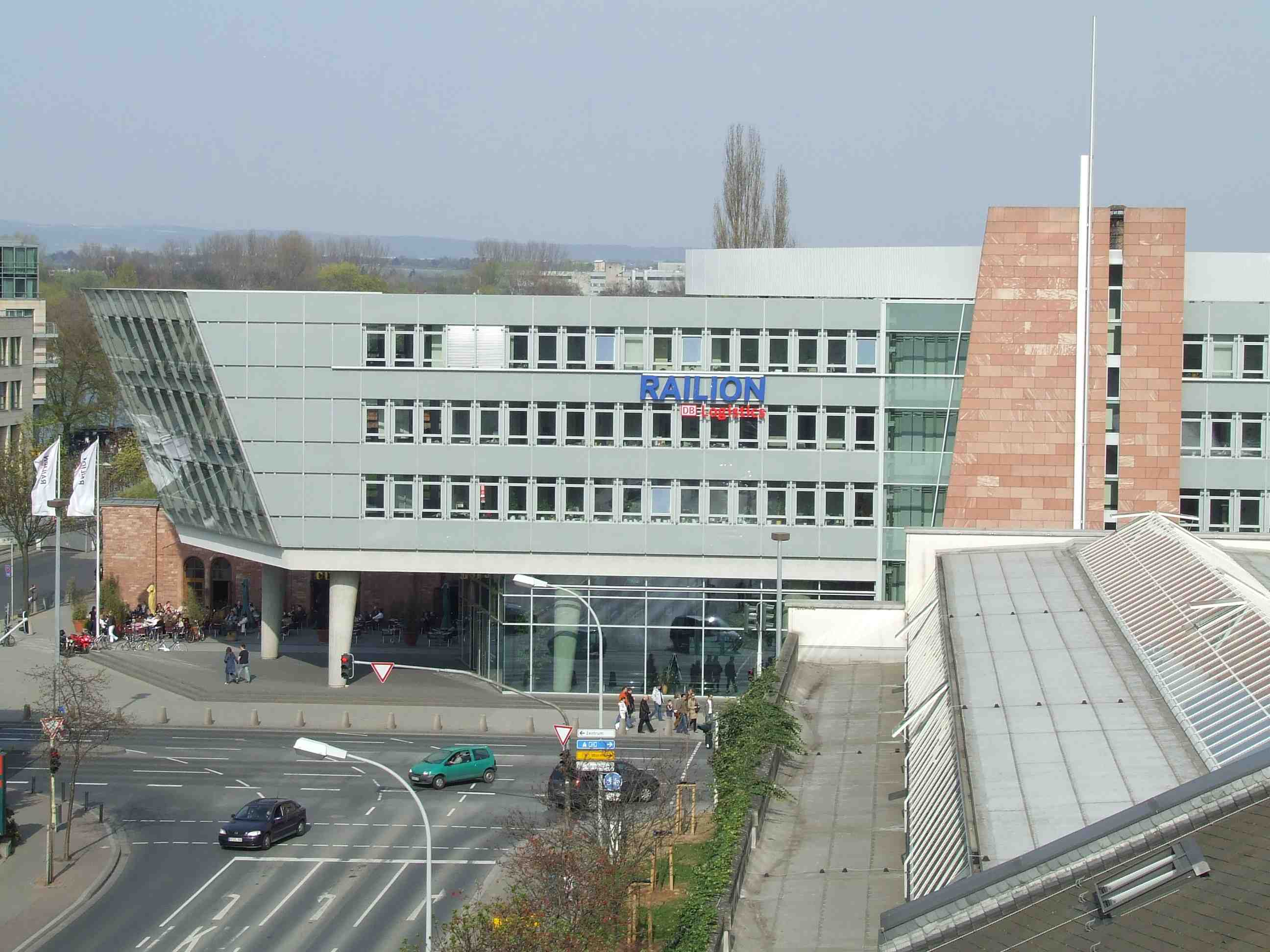
Siège à Mayence

## Filiales

### DB Cargo Nederland
Depuis la fusion de NS Cargo avec DB Cargo en 2000. Nommée d'abord « Railion Benelux » puis « Railion Nederland ».

### DB Cargo Danmark
Existe depuis l'intégration de la branche fret de la DSB dans Railion en 2001.

### DB Cargo Italia
En juin 2004, Railion acquérait 95 % du capital de la société SFM (Strade Ferrate del Mediterraneo), fondé en 2001 à Messina avec 11 employés. En avril 2005, SFM est devenue Railion Italia. En novembre 2006, Railion Italia employait 85 personnes et faisait rouler 550 trains par mois avec 1,7 million de tonnes.

### DB Cargo Schweiz
En janvier 2006, DB avait acheté la Brunner Railway Services (BRS), fondé en 2005, à Dietikon en Suisse, qui devint Railion Suisse.

### DB Cargo UK
Ex EWS (English and Scottish Railways). Racheté par DB Cargo en 2007.

### DB Cargo France
La filiale française de DB Cargo est DB Cargo France. Elle était auparavant détenue par EWS depuis sa création en 2005 et nommée Euro Cargo Rail.

### Transfesa
Filiale espagnole.

## Coopérations transfrontalières

### France
En février 2005, la coopération dans les trains transfrontaliers entre France et l'Allemagne a commencé, organisée à travers la société RailEuroConcept SAS, dont la SNCF et son homologue allemand détiennent chacun 50 % du capital.
Selon une information dans le International Freighting Weekly, 60 trains fret circulent chaque jour entre Mannheim et la gare de triage de la SNCF à Woippy, près de Metz, passant par la frontière entre Sarrebruck et Forbach. Les wagons sont redistribués individuellement en France ou en Allemagne par la société nationale du pays. Une équipe de 40 conducteurs français et allemands, utilisant 20 locomotives polytension de la série 185, ainsi que des locomotives de la SNCF, font circuler les trains. En outre, 40 trains passent par la frontière de Perl/Apach et six par Kehl et Strasbourg. Cette coopération permet d'éviter deux heures d'arrêt à la frontière pour chaque train.

### Axe transalpin du Col du Brenner
Pour la circulation sur l'axe du Brenner, la DB travaille avec la société allemande Lokomotion, dont elle détient 30 % du capital et la société italienne Rail Traction Company S.p.A. (RTC), dont Railion tient 30,7 % du capital, qui les deux offrent service de traction à travers le col du Brenner.

### Suède
Autour de 80 % du fret ferroviaire de la Suède a l'Allemagne comme origine ou destination ou passe à travers ce pays.
Au début de l'an 2005, Railion GmbH aurait essayé en vain d'acquérir la société Green Cargo, l'ancienne division fret des Statens Järnvägen jusqu'à la division des SJ en l'an 2000, ou de fusionner avec elle comme avec ceux des Pays-Bas et du Danemark.
En octobre, Railion et Green Cargo ont conclu un accord sur la coopération sur les routes entre le centre de triage de Maschen (le plus grand triage de l'Europe, au sud de Hambourg) et Hallsberg resp. Göteborg, utilisant des locomotives des deux sociétés, par terre passant par le Danemark, et en ferry des Scandlines, c’est-à-dire de Trelleborg à Rostock ou Sassnitz.

### Belgique
Selon une information à la presse le 12 juin 2007, Railion et B-Cargo, la branche fret de la SNCB, veulent intensifier leur collaboration. Railion nommait Carel Robbeson comme coordinateur pour cette tâche. Avec son expérience de directeur de Railion Nederland, il serait la personne idéale pour développer cette collaboration. Le trafic international représente environ 70 % de l’activité « marchandises » de la SNCB. B-Cargo est spécialisé dans l’acier et l’intermodal.
Railion Nederland a demandé une licence d'opérateur en Belgique.

## Au sein de DB Logistics
Une autre branche de DB Logistics est DB Schenker avec des activités dans le transport routier, le transport aérien et maritime, renforcé par l'acquisition de BAX Global le 31 janvier 2006.
Le groupe avait en 2006 un chiffre d'affaires de 17 milliards d'euros, dont 13 milliards par Schenker, c.a.d. le transport routier, aérien et maritime.